# Katoličanstvo u Hrvata Bosne i Hercegovine
Hrvati Bosne i Hercegovine su pretežno katolici. Svoju su vjeru s izrazitim žarom očuvali kroz mnoga teška povijesna razdoblja, a s njom, očuvali su i svoj nacionalni identitet. 

## Srednjovjekovna bosanska država
Nakon dolaska na današnja područja Hrvatske i Bosne i Hercegovine, Hrvati su primili kršćanstvo. Hrvati su pokrštavani iz dvaju pravaca: sa strane Franaka (na sjeveru i zapadu) i sa strane Bizanta (na jugu i istoku). Velikim dijelom je pokrštavanje Hrvata završilo u 9. stoljeću, ali neka područja (primjerice, Neretvanska kneževina) su još četiri stoljeća zadržala poganska vjerovanja, o čemu svjedoče sačuvani nazivi za poganska božanstva, najčešće u zemljopisnim nazivima (primjerice brdo Perun kod Splita). 
Najstarija biskupija na području današnje Bosne i Hercegovine je ona u Trebinju, osnovana prije 1022. godine. Bosanska biskupija koja je sigurno postojala već 1067. sa sjedištem kod današnjeg Sarajeva, od 13. stoljeća je imala svoje sjedište u Đakovu u Slavoniji, izvan Bosne. Godine 1340. utemeljena je Bosanska vikarija sa sjedištem u Milama, koja se proširila na mnogo veći teritorij od same Bosne. Već 1385. ima 35 samostana, od kojih je samo 4 bilo na području Bosne. To su bili franjevački samostani u Visokom, Lašvi, Kraljevoj Sutjesci i Olovu. Do 1463. godine će se izgraditi još 12 franjevačkih samostana širom Bosne, uglavnom u jakim centrima privrednog razvoja srednjovjekovne bosanske države. U srednjovjekovnoj bosanskoj državi, uoči turskog osvajanja živjelo je 750.000 katolika, koji su činili većinu stanovništva točnije 85,22 % ukupnog stanovništva.
Specifičnost srednjovjekovne Bosne čini hereza bosanskih krstjana, koje su starija znanstvena istraživanja smatrala ogrankom dualističko-gnostičke sekte potekle od bugarskih bogumila, no po općenito prihvaćenim novijim znanstvenim spoznajama radi se o vjerskoj sljedbi nastaloj iz zapadnog kršćanstva koja je kao osnovu imala nerazvijenu katoličku teologiju (uz neke organizacione elemente preuzete iz pravoslavnog monastva), a nastala je i održavala se zbog relativne izoliranosti bosanskog područja. Krstjani (kojima su pripadali, bar nominalno, i neki istaknuti bosanski velikaši kao vojvoda Hrvoje Vukčić Hrvatinić), nikad nisu činili većinu stanovništva, niti su stvorili vjersku organizaciju na državnoj razini, te su prirodno nestajali misionarskim radom dominikanaca i, posebno, franjevaca.

## Osmansko razdoblje
U osmanskom razdoblju broj katolika drastično opada. Kada su osvojili Bosnu 1463., Turci su, po različitim podatcima, 100.000 domaćeg katoličkog stanovništva odveli u zarobljeništvo i 30.000 mladića u janjičare. Prema turskim službenim podatcima: U Milodražu, između Fojnice i Visokoga, 28. svibnja, turski sultan Mehmed II. Osvajač, na traženje fra Anđela Zvizdovića, koji je zatražio slobodu vjerskog rada i slobodno ispovijedanje vjere katolicima u Bosni, izdao svečanu povelju – "Ahd-namu", kojom je franjevcima zajamčio slobodu rada u svom carstvu, da se izbjegli franjevci mogu slobodno vratiti.
Još od 1252. godine bosanski biskupi stoluju u Đakovu, što će se kao veliki problem pokazati nakon učvršćenja granica između Austrije i Turske na Savi. Naime, svi su se svećenici koji su dolazili iz tih krajeva držali carevim špijunima. Jednako se gledalo i na papinske poslanike ako nisu dolazili preko Dubrovnika jer je Dubrovnik imao dobre odnose s Portom. Od kraja 16. stoljeća naslov bosanskih biskupa nose osobe predložene od bečkog Dvora. Uz to to najčešće nisu bili Hrvati, oni nisu ni mogli doći na teritorij svoje biskupije.
Od pada Bosne i Hercegovine pod osmansku vlast, kako nije bilo drugih svećenika, o očuvanju vjere skrbili su isključivo franjevci i nekoliko svećenika glagoljaša. Obavljati službu duhovnog pastira u ono vrijeme bilo je izvanredno teško. Crkava gotovo i nije bilo. Nakon Bečkog rata bilo ih je svega pet, od čega tri samostanske. Sve druge crkve i samostane Turci su do tada srušili, a nisu dopuštali graditi nove ili popravljati stare. Bogoslužje se zato služilo uglavnom na otvorenom, bez obzira na vremenske prilike. Da bi stigao do svojih vjernika, fratar je često morao pješačiti na desetke kilometara po bespućima stalno izložen opasnosti od napada kakvog nasilnika. Mnogi su franjevci obavljajući pasotralni rad, bili ubijeni ili teško pretučeni, stoga su hodali u civilu.
Godine 1524. dolazi do najžešćega progona katolika u Bosni i Hercegovini. Te su godine srušeni franjevački samostani u Kraljevoj Sutjesci, Visokom, Fojnici, Kreševu i Konjicu, a nešto kasnije i u Mostaru. Drži se da je u takvim okolnostima 120.000 – 150.000 katolika prešlo na islam. Godine 1528. Turci su osvojili Jajce i Banju Luku, čime je pala Jajačka banovina i tako u potpunosti uništili hrvatsku obrambenu liniju na Vrbasu. Tada je Hrvatska spala na 37.000 četvornih kilometara površine.
Zbog padanja obrambenih jedinica Jajačke banovine i Srebreničke banovine, Hrvati u mekom trbuhu Hrvatskog Kraljevstva bili su izloženi osmanskim udarima. Vremenom je u 16. st. na udar došlo i Gornje Pounje (Bihać i okolica). Da bi se olakšalo plemićima, a istovremeno izbjeglo rastegnutost obrambenih crta te zbilo obrambene sposobnosti bliže unutarnjosti, 1562. je godine hrvatski ban Petar II. Erdődy odobrio naseljavanje plemićima i njihovih kmetova u krajeve preko rijeke Kupe.
Budući da su bosanski biskupi stolovali u Đakovu i da nisu imali veze sa svojim vjernicima u Bosni i Hercegovini, utemeljen je 1735. godine Apostolski vikarijat u Bosni, a apostolskim vikarima (biskupima) imenovani su sve do 1881. godine domaći franjevci. Prvi apostolski vikar u Bosni bio je fra Matija Delivić. Za vrijeme uprave biskupa fra Rafaela Barišića bilo je težih sukoba u Apostolskom vikarijatu, što je dovelo do osnutka Apostolskog vikarijata u Hercegovini 1847. godine, gdje je za biskupa namješten upravo fra Rafael Barišić. Ni apostolski vikari nisu mogli izbjeći nedaće kojima su bili izloženi ostali franjevci, bilo na putu, bilo u samostanu.
Razdoblje od 1463. do 1878. godine karakterizira stradanje i raseljavanje domaćeg hrvatsko-katoličkog stanovništva i plemstva, kao i islamizacija koja je uhvatila korijen zbog više čimbenika, među kojima su najvažniji vjerski progon i nasilje, te inferiorni društveni položaj kršćana opterećenih raznim nametima, kao i institucija "devširme", prislinog odvođenja kršćanske djece i odgoja u islamskom duhu.
Franjevačka provincija Bosna Srebrena, nakon osmanskih osvajanja, neko vrijeme je zauzimala prostor znatno veći od Bosne i Hercegovine: od Dalmacije na jugu, do Budima na sjeveru i Temišvara na istoku te dio današnje Bugarske. U njenim su granicama bili, npr. Šibenik, Skradin, Knin, Sinj, Vrlika, Makarska, Zaostrog, Imotski, Rama, Fojnica, Olovo, Srebrenica, Kreševo, Mostar, Tuzla, Modriča, Požega, Đakovo, Udbina, Gračac, Kostajnica, Našice, Vinkovci, Osijek, Pečuh, Budim. Na tome su području franjevci dugo bili jedini dušobrižnici i pučki prosvjetitelji. U početku pretežito za potrebe pastoralizacije, a dijelom i za školovanje vlastitoga podmlatka, bosanski franjevci su od početka 17. stoljeća razvili iznimno plodnu i raznovrsnu književnu djelatnost na hrvatskom (bosančicom i latinicom) i latinskom jeziku. 
Bez obzira na sve nedaće, djelatnost bosanskih franjevaca bila je višestruka. Uz dušobrižništvo oni su među Hrvate Bosne i Hercegovine širili prosvjetu i kulturu. Bili su jedini učitelji i začetnici prvih književnih i znastvenih djela. Osim toga, čitavo su se vrijeme isticali kao istinski borci za zaštitiu naroda od osmasnkog nasilja, zbog čega su često i sami stradavali. Za obranu svojih prava i prava svoga naroda tražili su zaštitu od sultana, da bi suzbili nasilje i nepravde nižih upravitelja. To je bilo nerijetko samo skromna kratkotrajna pomoć, ali je i ona u nevolji bila dragocjena.
U Velikom bečkom ratu (1683. – 1699.), po svjedočenju franjevca Andrije Šiprašića, bježeći pred turskim nasiljem 100.000 bosanskohercegovačkih Hrvata napustilo je svoja ognjišta i prešlo Unu i Savu. To je bilo najvidljivije u operaciji Eugena Savojskog 1697. godine. Habsburški vojskovođa i princ Eugen Savojski, 12. listopada je s 4000 konjanika, 2500 pješaka s puškama, s 12 malih topova i 2 merzera, prešao Savu na svom pohodu prema Sarajevu. Za jedanaest dana stigao je do Sarajeva, osvojio ga, opljačkao i popalio i vratio se u Osijek. S njim je Bosnu napustilo do 40.000 katolika.
Godine 1875. u Donjoj Hercegovini, na području Gabele i Hrasna, 19. lipnja, Hrvati su pod vodstvom don Ivana Musića digli ustanak protiv turske vlasti zbog velikih poreza. Ubrzo su se pobunili i Srbi u istočnoj Hercegovini, a potom i čitavo kršćansko stanovništvo u Bosni i Hercegovini. Turske vlasti nisu mogle ugušiti ustanak i u rat s Osmanskim Carstvom stupile su Srbija i Crna Gora 1876. godine, a godinu kasnije i Rusija. Borbe su dovršene 1878. godine, a Osmansko Carstvo je iz rata izašlo kao gubitnik. Tijekom ustanka, preko 150.000 hrvatskog, katoličkog stanovništva je izbjeglo u Hrvatsku.

## Austro-Ugarska i Kraljevina Jugoslavija
██ Vrhbosanska nadbiskupija
██ Banjolučka biskupija
██ Mostarsko-duvanjska biskupija
██ Trebinjsko-mrkanska biskupija
██ Gospićko-senjska biskupija (župa Zavalje)
██ Šibenska biskupija (naselje Uništa)
U austrougarskom razdoblju počinje oporavak Katoličke Crkve i njezinih vjernika u Bosni i Hercegovini. U Bosnu i Hercegovinu do 1914. godine se doselilo oko 180 do 200 tisuća Hrvata, Slovenaca, Čeha, Nijemaca i drugih katolika, a iselilo se oko 100.000, uglavnom bosanskih muslimana. Znajući koliki utjecaj na narod u Bosni i Hercegovini ima Crkva, austrougarske su vlasti već nakon prvih godina svoje vladavine nastojale pod svoju kontrolu staviti sve vjerske i crkvene zajednice u BiH. 
Godine 1881. Austro-Ugarska je potpisala Konkordat s Vatikanom o uvođenju svjetovne katoličke hijerarhije u Bosni i Hercegovini. Njime su franjevci, koje austrijske vlasti nisu držale pouzdanim političkim elementom, izgubili pozicije u Bosni i Hercegovini koje su godinama držali, te su se morali podvrgnuti novoj svjetnovnoj hijerarhiji. Nova je austrougarska vlast koristila sva sredstva kako bi učvrstila svoju vladavinu u Bosni i Hercegovini, pa je tako računala i na značajan utjecaj katoličkog svećenstva među hrvatskim pučanstvom. Stoga je, 2. veljače 1882. godine iz Carske kancelarije u Beču upućeno pismo zahvale biskupu fra Paškalu Buconjiću u kojem se ističe održavanje katoličkog stanovništva u Hercegovini i obećaje dalja carska naklonost prema tom stanovništvu.
U Bosni i Hercegovini je 1881. godine uspostavljena redovna crkvena organizacija. Za nadbiskupa vrhbosanskog postavljen je Josip Stadler. Ukinuta su oba apostolska vikarijata: bosanski i hercegovački, kao i misijski oblici djelovanja, umjesto kojih su uspostavljene tri biskupije: Vrhbosanska nadbiskupija sa sjedištem u Sarajevu, te Banjalučka i Mostarska biskupija. Stadlerovim dolaskom za nadbiskupa pokrenute su novine "Vrhbosna" i "Hrvatski dnevnik". Nadbiskup je podupirao rad brojnih dobrotvornih institucija, među kojima i sirotišta, te izgradio biskupijski dvor i katedralu u Sarajevu.
Valja posebno istaknuti značenje prvih hrvatskih novina na tlu Bosne i Hercegovine što ih je pokrenuo i uređivao Franjo Milićević sa svojim suradnicima, a to su: "Hercegovački bosiljak" (1883.), "Novi hercegovački bosiljak" (1884.), "Glas Hercegovca" (1885.). Krajem devedesetih godina 19. stoljeća franjevci su u Mostaru pokrenuli novi list – "Osvit", u kojem su zastupljene političke ideje pravaša Josipa Franka. Kao temeljnu odrednicu svoga programa, list je uzeo prirodno, povijesno i narodno pravo Hrvata u Bosni i Hercegovini na sjedinjenje s Banskom Hrvatskom i ostalim hrvatskim zemljama.
Osnovno obilježje razdoblja Kraljevine Jugoslavije je nastojanje Srba da se, koristeći se dominacijom u vojsci i politici, te relativnom brojnošću (oko 38 – 40 % ukupnog stanovništva BiH), nametnu kao dominantan čimbenik u Bosni i Hercegovini s ciljem "srbizacije" nesrpskih naroda u režimu ograničenog parlamentarizma i drastičnih izbornih manipulacija, kasnije i monarhofašističke diktature, državne pljačke provedene putem novčane unifikacije preko obezvrijeđenog novca iz zemalja izvan Srbije, te političkih ubojstava (Milan Šufflay, Ivo Pilar) i korupcije (sve energije u zemlji su se trošile na zaoštrene političke borbe, te su, zbog unutrašnje rastočenosti zemlje, dovele do brzoga kolapsa Kraljevine Jugoslavije u ratu s nacističkom Njemačkom).
Hrvati-katolici su u tom razdoblju smatrani građanima drugog reda uz potiskivanje hrvatskog jezika i katoličke vjere te nametanje srpskog jezika i pravoslavlja. Vrhovi Katoličke Crkve bili su nezadovoljni položajem Crkve u Kraljevini Jugoslaviji. Ustavna načela o ravnopravnosti vjera često su bila izigravana u korist Srpske pravoslavne crkve. Beogradske vlasti su s velikim nepovjerenjem gledale osobito na Crkvu u Hrvatskoj. Katolički tisak otvoreno je iskazivao nezadovoljstvo postojećim položajem Crkve i sve se izrazitije vezivao uz hrvatski nacionalni pokret, a postupno izražavao i sve veću naklonost politici potpune hrvatske nezavisnosti.

## Drugi svjetski rat
Nakon proglašenja NDH Alojzije Stepinac je posjetio Slavka Kvaternika, a ubrzo potom i dr. Antu Pavelića. Crkva u Hrvatskoj i Bosni i Hercegovini je redovno kontaktirala s onima koji stvarno imaju vlast na određenom području radi svoje pastoralne misije i zaštite vjernika. Ipak, vrh Katoličke crkve u Hrvatskoj pozdravio je pojavu nove države, kako to nepobitno proizlazi iz poslanice nadbiskupa Stepinca, objavljene potkraj travnja 1941. godine. Obraćajući se tom poslanicom katoličkim svećenicima u NDH, Alojzije Stepinac im je uputio poziv na "uzvišeni rad oko čuvanja i unapređenja" hrvatske države. U nastavku nadbiskup kaže: "Mi vjerujemo i očekujemo da će Crkva u uskrsloj Državi Hrvatskoj moći u punoj slobodi naviještati neoborive principe vječne Istine i Pravde."
Od visokih crkvenih osoba u Bosni i Hercegovini dostojanstvenika naglašenu podršku NDH i poglavniku iskazivao je sarajevski (vrhbosanski) nadbiskup dr. Ivan Šarić. U svom pozdravu Paveliću on je posebno istakao da je s osnutkom NDH Pavelić "donio slobodu i nezavisnost hrvatskom narodu Bosne i Hercegovine". Kasnije je pisao da "nikada Katolička crkva nije bila toliko zaštićena i u svojim nastojanjima za širenje istine toliko zagarantirana« kao u doba NDH". 
Protiv politike kolektivne odmazde i proizvoljnih progona i ubijanja u NDH (progoni i ubijanje Srba, Židova i Roma te prisilni prijelazi Srba-pravoslavaca na katoličanstvo) odlučno je prosvjedovao nadbiskup Alojzije Stepinac. Slično su postupali i drugi biskupi i svećenici. Mostarsko-duvanjski biskup Alojzije Mišić (inače franjevac) uputio je pismo Stepincu 18. kolovoza 1941. godine, u kojem spominje pojave nasilja i bezakonja. U kasnijem pismu od 7. studenoga 1941. godine, Mostarsko-duvanjski biskup još je oštriji i navodi da su brojni pravoslavci ubijeni od strane ustaških vlasti bacanjem u ponore i jame. Na taj način pobijeno je nekoliko tisuća pravoslavaca, a došlo je i do njihova raseljavanja u Srbiju. Također su ubijeni deseci tisuća katolika i muslimana od strane četnika.
Četnička je osnovna parola bila: mir i suradnja s okupatorom, a istrebljenje hrvatskog i muslimanskog stanovništva. Uz pomoć talijanskih i njemačkih vojnih zapovjednika, četnici postižu brojne pokolje, često na zvjerski način, ubivši desetke i desetke tisuća Muslimana i Hrvata-katolika u Hercegovini, istočnoj i srednjoj, a djelomično i u zapadnoj Bosni te u Lici i Dalmaciji. Jedne od mnogobrojnih žrtava bile su Drinske mučenice.
Prilikom zauzimanja dijelova Nezavisne Države Hrvatske, u veljači 1945. godine, Titovi partizani ubijaju brojne franjevce. Tako stradaju brojni franjevci u Hercegovini: u Mostaru, Širokom Brijegu, Vitini i Humcu kod Ljubuškog, Međugorju i drugim mjestima. "Pobili su pratre na Brigu", glasila je najčešće izgovarana rečenica u veljači 1945. u Hercegovini i srednjoj i južnoj Dalmaciji, a da je nešto pošlo krivo, shvatili su i "oslobodioci", pa su svom žestinom počeli razglašavati da su pobijeni franjevci oružjem branili Široki Brijeg, Mostar i druga hercegovačka mjesta i vrelim uljem polijevali borce NOVJ-a.
U BiH je ubijeno 136 svećenika, 39 bogoslova i sjemeništaraca, 4 redovnika laika, a 5 svećenika je umrlo u zatvorima. U Banjalučkoj biskupiji ubijeno je 11 svećenika i 5 bogoslova, a 2 su svećenika umrla u zatvoru, što je bilo oko 73 % svećenstva. U Mostarsko-duvanjskoj i Trebinjsko-mrkanjskoj biskupiji ubijeno je 12 svećenika i 2 bogoslova, a 1 svećenik umro je u zatvoru (oko 70 % svećenstva).
U franjevačkoj provinciji Bosna Srebrena ubijeno je 37 svećenika, 9 bogoslova i 6 sjemeništaraca te 1 laik, a 1 svećenik umro je u zatvoru (oko 37 % redovnika). U Hercegovačkoj provinciji ubijeno je 55 svećenika, 7 bogoslova i tri laika (oko 43 % svećenstva).
Tijekom Drugog svjetskog rata ubijena je gotovo jedna trećina odnosno 66 hercegovačkih franjevaca. Od tog broja 36 ih je ubijeno na Širokom Brijegu. Razlozi za masovna smaknuća franjevaca su komunistička odbojnost prema vjeri i hrvatskom narodu te postojanje Klasične gimnazije s golemom knjižnicom i pismohranom. Knjižnicu i matične knjige komunističke vlasti su spalili 1947. godine. Pokolj hercegovačkih fratara počinili su pripadnici XI. dalmatinske brigade, a ta je postrojba kasnije počinila poznati pokolj u Kočevskom rogu, u kojem je pogubljeno oko 30 tisuća hrvatskih zarobljenika.
U poslijeratnom razdoblju kazneno je gonjeno 58 katoličkih svećenika (60 % od ukupnog broja u Mostarskoj biskupiji), a njih 47 je osuđeno na zatvorske kazne od 1 do 20 godina.
Godine 1950. osniva se Udruženje katoličkih svećenika Dobri Pastir. Udruženje je 1975. godine imalo 310 članova. Prve godine u članstvu je bilo 57 % bosanskih franjevaca, 29 % hercegovačkih franjevaca i 14 % dijecezanskih svećenika. Godine 1975. u udruženju je bilo 62 % bosanskih franjevaca, hercegovačkih 26 %, a dijecezanskih svećenika 12 %.

## Socijalistička Jugoslavija i Rat u BiH
U socijalističkoj Jugoslaviji, komunistička vlast provodi opću nacionalizaciju, čime i Katolička crkva gubi brojne posjede, bolnice, škole, domove. Oduzeti su ne samo posjedi nego i pojedini samostani, a nekima (Trapisti kod Banje Luke) su oduzeti svi gospodarski objekti od kojih je samostan živio i koji su praktički bili dio samostana. Dogodio se i jedan paradoks: časne sestre koje su radile u bolnicama kao medicinske sestre otpuštane su iz ljubljanskih i zagrebačkih bolnica, a primale su ih i čak pozivale bolnice u Srbiji i Crnoj Gori. Vjeronauk je izbačen iz škole, laičke organizacije morale su biti raspuštene, vjera je proglašena privatnom stvari čovjeka i zabranjen je bilo kakav način njenog javnog očitovanja, te je provođena sustavna ateizacija. 
Brojni svećenici, pa čak i visoki i ugledni crkveni dostojanstvenici (Alojzije Stepinac, Petar Čule i dr.) završili su na suđenjima na kojima ih se optuživalo za suradnju s fašistima i potporu ustaškom režimu, iako to nije bilo točno. Gotovo svi svećenici izvedeni na suđenje bili bi osuđeni na zatvorsku kaznu, koju su izdržavali u Lepoglavi, Zenici i drugim poznatim jugoslavenskim zatvorima. Strahote zeničkoga zatvora i njegovih samica za "bratstva i jedinstva", kada su taj zatvor punili "državni neprijatelji", osjetili su i brojni svećenici. Članstvo u Komunističkoj partiji uvjetuje se ograđivanjem od religioznosti. Budući da se većina položaja u politici i gospodarstvu dobivala upravo kroz Partiju, vjernici (a i osobe koji su bili nepodobne po drugim kriterijima) su u pravilu bili diskriminirani.
Katolička Crkva u Bosni i Hercegovini i njezini vjernici su mnogo propatili u posljednjem ratu u toj zemlji. Tako je od strane nekih postrojbi JNA i VRS-a srušeno je ili oštećeno ukupno 706 katoličkih crkava i ostalih vjerskih objekata (župne kuće, samostani i dr.), od toga 400 u Vrhbosanskoj nadbiskupiji, 203 u Banjalučkoj i 103 u Mostarsko-duvanjskoj i Trebinjsko-mrkanskoj biskupiji.
Od strane nekih postrojbi Armije BiH srušeno je ili oštećeno ukupno 294 katoličke crkve i ostala vjerska objekta, od toga 290 u Vrhbosanskoj nadbiskupiji, 3 u Mostarsko-duvanjskoj i 1 u Banjalučkoj biskupiji. Broj katolika je jako opao zbog izgona, prouzrokavanim ratnim događanjima. Tako je npr., Vrhbosanska nadbiskupija prije rata imala 528.000 vjernika, a danas manje od polovice predratnog broja vjernika tj. oko 215.000 vjernika. Također su se događali strašni zločini, pa je npr. Banjalučka biskupija izgubila preko 800 vjernika, većinom nedužnih civila, koji su ubijeni, a među njima sedam svećenika i jedna redovnica.
Katolička Crkva, mnogo, je pomogla u dopremanju hrane, odjeće, obuće i drugih stvari u ratom pogođenim hrvatskim područjima Bosne i Hercegovine. Caritas za ratom pogođena hrvatska područja Bosne i Hercegovine većinom je išao preko Katoličke Crkve, a donatori su većinom bili Italija i neke druge države u Europi s većinskim katoličkim stanovništvom.

### Ukazanja u Međugorju
Do 24. lipnja 1981. godine Međugorje je živjelo kao i ostala sela hercegovačkog kraja: ljudi su obrađivali zemlju, sadili duhan i lozu, proizvodili vino i uzgajali povrće da bi priskrbili za skromni život svojih obitelji. Zbog socijalnih prilika, mnogi su odlazili u svijet: u prekooceanske i zapadnoeuropske zemlje, te gradove u Bosni i Hercegovini i u Hrvatskoj. 
Ukazanja u Međugorju, prvi put 24. lipnja 1981. godine šestero mladih: Ivanka Ivanković, Mirjana Dragićević, Vicka Ivanković, Ivan Dragićević, Ivan Ivanković i Milka Pavlović, izvijestilo je o ukazanju Majke Božje na brdu Crnica, u Međugorju.
Kako su se ukazanja ponavljala, s vremenom je Međugorje postalo jednim od poznatijih marijanskih hodočasničkih odredišta. Odmah nakon početka ukazanja počeli su i progoni vidjelaca, njihovih roditelja i rodbine, župljana i svećenika, pa i hodočasnika. Vidioci su bili privođeni na policijska saslušanja i psihijatrijske preglede, ali je uvijek bilo utvrđeno da su zdravi. Isto su potvrdila i ispitivanja provedena kasnijih godina. 
Zahvaljujući Gospinim ukazanjima, Međugorje je od obične seoske župe postalo mjesto okupljanja mnoštva hodočasnika iz cijelog svijeta (u prvih 20 godina preko 20 milijuna) i time jedno od najvećih svjetskih molitvenih središta, usporedivih s Lourdesom i Fatimom. Nebrojena svjedočanstva hodočasnika govore o tome kako su upravo na ovom mjestu pronašli vjeru i mir.
Vatikan još službeno nije priznao ukazanja Gospe u Međugorju. 
No, hrvatski biskupi predvođeni ondašnjim nadbiskupom zagrebačkim uzoritim kardinalom Dr. Franjom Kuharićem su nakon trogodišnjega komisijskog studija prihvatili Međugorje kao proštenište, kao svetište. To znači da biskupi nemaju ništa protiv ako netko časti Majku Božju na način i u skladu s crkvenom naukom i vjerom, a odluku o priznanju Međugorja kao mjesta ukazanja Gospe prepuštaju daljnjem studiju.[nedostaje izvor]
Posljednja službena izjava je iz 1990. Papa Franjo je u lipnju 2015., govoreći o Međugorju izjavio: "Nalazimo se pred donošenjem odluka koje će potom biti priopćene."

## Samostalna BiH
Raspadom države Jugoslavije nastala je devedesetih godina prošlog stoljeća samostalna država Bosna i Hercegovina. Novu političku stvarnost slijedila je i crkvena godina 1994., osnovana je Biskupska konferencija Bosne i Hercegovine. Čine je biskupi četiriju (nad)biskupija s ovog prostora.
Vrhbosanska nadbiskupija ima svoje sjedište u Sarajevu, koje je tadašnji papa Ivan Pavao II. već pohodio 1997. godine. Zaštitnik katedrale i nadbiskupije je Presveto Srce Isusovo. Sarajevo je ne samo sjedište nadbiskupije i metropolije, nego i mnogih redovničkih kuća matica, muških i ženskih: franjevačke provincije Bosne Srebrene, sestara Služavki Maloga Isusa, jedine autohtone ženske družbe u BiH, koju je osnovao prvi Vrhbosanski nadbiskup Josip Stadler, Milosrdnica sv. Vinka Paulskog, Školske sestre franjevke. U njemu se nalaze i dvije bogoslovije: dijecezanska Vrhbosanska i franjevačka s visokim teološkim školama. 
Na području nadbiskupije djeluju i dva dječačka sjemeništa: dijecezansko u Travniku i franjevačko u Visokom. U pastoralnom radu nadbiskupije osim dijecezanskog klera djeluje i više redovničkih zajednica: najbrojniji su franjevci Bosne Srebrene, a nekoliko župa vode oci isusovci, salezijanci i dominikanci. Osim spomenutih redovničkih zajednica u Vrhbosanskoj nadbiskupiji imaju svoje samostane i sestre karmelićanke te klarise. Kao glavni grad BiH, Sarajevo ima povlasticu da je u njemu sjedište Veleposlanstva Svete Stolice. 
Nadbiskupija je prije rata imala 528.000 vjernika, a danas manje od polovice predratnog broja vjernika tj. oko 215.000 vjernika. Crkvene ustanove izdaju jedan vjerski tjednik, jedan mjesečnik i nekoliko časopisa. Katolička Crkva na području današnje Vrhbosanske nadbiskupije, kao uostalom i u drugim biskupijama u BiH dala je tijekom povijesti mnoštvo mučenika, kako svećenika tako i vjernika laika, ali su njihova imena, nažalost, uglavnom nepoznata i zaboravljena.
Bilo je i drugih uzornih vjernika, a za neke od njih vodi se postupak za proglašenje svetima. To su sluga Božji sjemeništarac Petar Barbarić, pet redovnica iz družbe Kćeri Božje ljubavi, poznate kao Drinske mučenice (pogubljene 1941. godine), te prvi Vrhbosanski nadbiskup dr. Josip Stadler, čija je kauza upravo otvorena. Nadbiskup je Vinko kardinal Puljić, a nadbiskupijom upravlja od 1991. godine. Tri godine kasnije imenovan je kardinalom. Pomoćni biskup je mons. dr. Pero Sudar. Postoji i Stolni kaptol s četiri kanonika. Nadbiskupija vodi i pet školskih centara (Sarajevo, Travnik, Zenica, Tuzla i Žepče) u kojima se školuju učenici svih nacionalnih i vjerskih pripadnosti.
Banjalučka biskupija osnovana je 5. srpnja 1881. godine bulom pape Leona XIII. Ex hac augusta. Katedralna crkva je posvećena sv. Bonaventuri. Ima oko 450 župa u šest dekanata koje pastoriziraju dijecezanski svećenici i franjevci, a jednu župu trenutno vode trapisti iz samostana Marija Zvijezda. Broj katolika je jako opao zbog izgona devedesetih godina prošloga stoljeća, tako da ih sada na području cijele biskupije živi samo 42.000 vjernika. Tu su se događali strašni zločini, pa je biskupija izgubila preko 800 vjernika, većinom nedužnih civila, koji su ubijeni, a među njima sedam svećenika i jedna redovnica.
Postoji nekoliko muških redovničkih družbi u Banjalučkoj biskupiji. Trapisti imaju svoj nekoć veoma ugledni samostan Marija Zvijezda, osnovan 1869. godine, a franjevci ih imaju tri: Petrićevac, Jajce i Livno. Od ženskih redovničkih družbi na području biskupije djeluju Klanjateljice Krvi Kristove, Milosrdnice sv. Vinka Paulskog, Školske sestre svetog Franje, Kćeri Božje ljubavi, te Benediktinke od Prečistog Srca Marijina. Biskup je mons. dr. Franjo Komarica. Za biskupa je posvećen 1986. godine. Tri je godine bio pomoćni biskup Alfredu Pichleru, a upravu biskupije je preuzeo 1989. godine. 
Banjalučka biskupija je u Drugom svjetskom ratu i poraću, kao i u najnovijim sukobima 1990-ih godina dala puno mučenika, a izgubila je najviše klera od svih (nad)biskupija na području tadašnje države. Ipak, nitko od njih nije službeno proglašen svetim, a dr. Ivan Merz je proglašen blaženim.
Mostarsko-duvanjska biskupija osnovana je istovremeno s banjolučkom 1881. godine, a u svome imenu čuva uspomenu na nekadašnju biskupiju u Duvnu. S trebinjskom biskupijom, koja je uspjela nadživjeti sve vrijeme turske vladavine, obuhvaća Hercegovinu, tj. južni dio države Bosne i Hercegovine. Mostarski biskup je ujedno i trajni upravitelj trebinjske biskupije, od 1890. godine. Pastoralnu službu u mostarskoj biskupiji obavljaju dijecezanski svećenici i franjevci, dok u trebinjskoj franjevaca nema. U biskupiji Mostar-Duvno trenutno živi oko 215.000 vjernika. Na području biskupije izlaze dva vjerska mjesečnika za puk. Biskup je mons. dr. Ratko Perić (od 1993. godine), koji je ujedno i apostolski upravitelj trebinjske biskupije, službeni mu je naziv: biskup mostarsko-duvanjski i apostolski upravitelj trebinjsko-mrkanski.
Trebinjsko-mrkanska biskupija je najstarija je i najmanja u cijeloj Bosni i Hercegovini. Osnovana je prije 1022. godine. Ima oko 20.000 vjernika. Pastoralnu službu obavljaju samo dijecezanski svećenici. Puni joj je naziv trebinjsko-mrkanska, jer je u tursko doba neko vrijeme sjedište biskupije bilo na otočiću Mrkan kod Dubrovnika.
Svjetski je poznato hodočasničko odredište u Međugorju, gdje se od 1981. prema navodima određenih mještana događaju čudesna ukazanja i ozdravljenja. Samo mjesto ima velik značaj za bosanskohercegovačke Hrvate. Zahvaljujući Gospinim ukazanjima, Međugorje je od obične seoske župe postalo mjesto okupljanja mnoštva hodočasnika iz cijelog svijeta (u prvih 20 godina preko 20 milijuna) i time jedno od najvećih svjetskih molitvenih središta, usporedivih s Lourdesom i Fatimom. Nebrojena svjedočanstva hodočasnika govore o tome kako su upravo na ovom mjestu pronašli vjeru i mir.
6. lipnja 2015. godine papa Franjo posjetio je Sarajevo te na stadionu Koševu predvodio sv. misu uz sudjelovanje oko 67.000 vjernika.

## Galerija
- Jedna od mnogih kapelica izgrađenih tijekom srednjovjekovne bosanske države
- Stradanje i raseljavanje Hrvata katolika od strane Osmanlija
- Tetovaže križa i ostalih kršćanskih simbola na hrvatskim ženama u Bosni i Hercegovini bile su obrana od Osmanlija
- Hrvati su se oblikovali u poseban narod, pod utjecajem katoličanstva i vezanosti uz BiH kao domovinu

- Štovanje križa u jednom hrvatskom domu u Bosni i Hercegovini
- Hrvatsko katoličko stanovništvo odlazi na polnoćku
- Unutrašnjost Katedrale Srca Isusova u Sarajevu, izgrađene 1889. godine
- Hrvati katolici tijekom služenja svete mise, oko 1900.

## Srodni članci
| - Hrvati Bosne i Hercegovine - Kultura Hrvata Bosne i Hercegovine | - Katoličanstvo u Hrvata - Popis katoličkih kućanstava i vjernika u Bosni i Hercegovini |

## Unutarnje poveznice
| - Vrhbosanska nadbiskupija - Banjalučka biskupija - Mostarsko-duvanjska biskupija - Sicanje - Diva Grabovčeva - Ramski mučenici | - Drinske mučenice - Franjevačka provincija Bosna Srebrena - Stradanje crkvenih osoba u ratu u Bosni i Hercegovini - Hercegovački franjevački mučenici - Pokolj fratara u Hercegovini - Ukazanja u Međugorju |

## Vanjske poveznice
- Znanstveni članak: Komunistički progoni Katoličke crkve u Bosni i Hercegovini 1945.-1990., Ivica Lučić

### Članci
- Lučić, Ivica. 2008. Komunistički progoni Katoličke crkve u Bosni i Hercegovini 1945.-1990. National Security and the Future. Udruga svetog Jurja. Zagreb. 9 (3): 41–72